# Обозний польний коронний
Обозний польний коронний (пол. Oboźny polny koronny) — уряд військовий Корони Королівства Польського та Речі Посполитої.

## Історія
Уряд був створений у XVI столітті в результаті поділу повноважень обозного королівського поміж обозних великого і польного. На цю посаду як члена штабу призначав Великий гетьман коронний (з 1768 р. довічно). При ньому обозний польний коронний, імовірно, й діяв.
До обов'язків обозного входило створення обозу, табору для коронного війська, командування ними та забезпечення його постачання.
Як старший офіцер (за рангом він знаходився, як правило, між реґіментарем і стражником) обозний польний коронний іноді командував вищими тактичними підрозділами — дивізіями.
Польний обозний спочатку був заступником великого обозного, пізніше перейняв його функції, коли останній став номінальним почесним урядом. У XVIII ст. польний обозний також став "гоноровим" (почесним) урядом.